# No No Never
No No Never ("Não Não Nunca") foi a canção que representou a Alemanha no Festival Eurovisão da Canção 2005 que teve lugar em Atenas, capital da Grécia, em 20 de maio desse ano.
A referida canção foi interpretada em inglês pela banda country Texas Lightning. Apesar de ter acabado em último lugar no ano anterior, a Alemanha, por fazer parte dos "Big Four", teve passaporte direto para a final. Na final foi a oitava canção a ser interpretada na noite do festival, a seguir à canção da Malta "I Do" e antes da canção da Dinamarca "Twist of Love". Terminou a competição em 14.º lugar com 36 pontos. 
Escrito e composto por Jane Comerford, australiana de nascimento e membro da banda, a canção é a primeira música country da hostória do festival, um facto que fez com que o comentador da BBC, Terry Wogan perguntasse em tom irónico, com sotaque americano, "are we in Athens, Georgia?" ("Estamos em Athens, Georgia?") no final da interpretação (o concurso teve lugar em Atenas, Grécia). Liricamente, a canção pode ser interpretada como um juramento da cantora para o seu amante, pelo quer Comerford disse que pelo menos o refrão - " Nunca vou deixar você chorar sozinho/ não não vai atender o telefone / Eu nunca vou deixar você congelar " - foi inspirada pelo seu desejo de consolar seu sobrinho durante a morte de seu pai.
Como um dos membros da banda é comediante profesional, esperava-se que a interpretação fosse humorística, no entanto, não foi o caso. Embora a banda tenha cantado na frente de cactos artificiais, de facto, houve muito pouco humor na interpretação. Todos os membros estavam vestidos de forma adequada, com músicos de terno bege e chapéus Stetson e Comerford usando um vestido rosa.